# Sitobion mesosphaeri
Sitobion mesosphaeri är en insektsart som först beskrevs av Tissot 1934.  Sitobion mesosphaeri ingår i släktet Sitobion och familjen långrörsbladlöss. Inga underarter finns listade i Catalogue of Life.